# جی‌تی‌ایی ۷–۳۱
جی‌تی‌ایی ۷-۳۱ (به انگلیسی: JTE 7-31) با فرمول شیمیایی C۲۲H۲۸N۲O۳ یک ترکیب شیمیایی با شناسه پاب‌کم ۱۹۳۶۳۴۰۲ است. که جرم مولی آن ۳۶۸٫۴۶۹ g/mol می‌باشد. 